# Christian Louboutin
Christian Louboutin (Parigi, 7 gennaio 1964) è uno stilista calzaturiero francese.
È uno degli stilisti più esclusivi ed ambiti del mondo dell'alta moda; dichiaratamente specializzato in calzature, è noto per le sue scarpe gioiello dalla suola color rosso scarlatto, che hanno grande successo in tutto il mondo, in particolar modo nel mondo dello star system, della nobiltà, del fetish e del burlesque, dell'alta moda e del glamour.

## Biografia
Christian Louboutin nasce il 7 gennaio 1964 nel XII arrondissement di Parigi ed è per metà francese e per metà egiziano. Cresce circondato da sole donne, la madre e le tre sorelle, e sarà proprio durante l'infanzia che imparerà ad interpretare e conoscere l'universo femminile. A scuola non ottiene grandi risultati e spesso salta di nascosto le lezioni per andare a visitare i mercatini in città. A 16 anni, dopo essere stato espulso dalla scuola, inizia a vendere i suoi disegni di scarpe a rinomate scuole di danza. Ha raccontato di essere rimasto particolarmente colpito, durante una visita ad un museo, da un cartello rosso, raffigurante delle decolleté stilizzate, che vietava di entrare nella struttura indossando scarpe con tacchi.

## Carriera
Fece il suo primo praticantato nel famoso music-hall parigino Folies Bergère, dove si occupò dell'ideazione e della realizzazione dei costumi di scena, per poi lavorare con Charles Jordan in Romans. Successivamente lavorò come free lance per case di moda come Maud Frison, Chanel e Yves Saint Laurent, in Francia e in Italia.
Nel 1988 comincia a lavorare per Roger Vivier, un collega di Christian Dior celebre come stilista di scarpe. In quegli anni viene profondamente ispirato da alcune calzature haute couture quando trova nello studio di Vivier un paio di scarpe indossate alla incoronazione dello Scià di Persia Mohammad Reza Pahlavi e delle decolleté di diamanti di Marlene Dietrich. In quel periodo Louboutin capisce di voler lavorare per conto proprio, e nonostante le richieste crescenti dal mondo della moda, nel 1990 apre la sua prima boutique a Parigi con il supporto di qualche amico. Presenta la sua prima collezione (Love, Trash, etc.) e inizia a farsi notare dall'industria della moda italiana. Nel 1992 esce la prima linea con la suola rossa, che poi diventerà segno distintivo di tutte le sue collezioni; l'idea nasce quando vede la sua assistente mettersi uno smalto rosso lucido e capisce di aver finalmente trovato un tratto capace di rendere uniche le sue creazioni. Un'altra versione racconta che, vedendo il campionario di una collezione tributo ad Andy Warhol, Louboutin si sia reso conto che mancava il colore, quindi chiese alla sua assistente lo smalto che portava sempre con sé e iniziò a dipingere le suole.
Secondo lo stilista, il colore rosso e lucido della suola ha la funzione di identificare in maniera univoca le sue calzature presso il pubblico. La suola rossa “provocatrice di invidie” è stata anche protagonista di una causa legale, che ha come scopo la rivendicazione della suola stessa come patrimonio esclusivo delle calzature della maison.
Collabora con vari stilisti, come Chloé, Lanvin, Roland Mouret, Diane von Fürstenberg, Alexander McQueen e Victor & Rolf. Per molti anni disegna scarpe per Jean Paul Gaultier. Hanno fatto sfoggio delle sue creazioni molte celebrità, tra cui Beyoncé, Christina Aguilera, Blake Lively, Victoria Beckham, Lindsay Lohan, Katie Holmes, Eva Longoria, Sarah Jessica Parker, Catherine Deneuve, Gwen Stefani, Madonna, Lady Gaga, Kate Moss nel giorno del suo matrimonio, Mika.
La produzione calzaturiera di Louboutin è destinata prevalentemente alla moda femminile; tuttavia, in alcune sue collezioni sono presenti anche modelli da uomo, in edizione limitata, e nel 2017 ha lanciato la prima linea bimba. Ha aperto anche una linea di fragranze.
Nel 2007 è stato impegnato nella mostra fotografica di David Lynch a tema fetish, presso la Galerie du Passage di Parigi, per la cui realizzazione Lynch ha espressamente richiesto la sua collaborazione. Nel 2010 ha dedicato una sua creazione, chiamata "Blake", all'attrice Blake Lively, sua grande amica, nonché grande fan del marchio.
Nel 2012 Christian Louboutin festeggia il suo 20ºesimo anniversario con una capsule collection di 20 scarpe e borse, con l'inaugurazione della prima boutique online rivolta al mercato europeo, con un libro edito da Rizzoli e con una mostra al Design Museum di Londra.
A maggio del 2012 annuncia di voler entrare nel mondo del make up di lusso, dando il via a una collaborazione con Batallure Beauty per la linea di cosmetici Christian Louboutin Beauté.
Nel 2018 Christian Louboutin si è rivolto alla Corte di Giustizia dell'Unione Europea, per chiedere che la suola rossa, distintiva del suo brand, fosse un'esclusiva del suo marchio. Questa misura è stata intrapresa per contrapporsi alle numerosissime imitazioni del marchio francese di scarpe.
Il 10 dicembre 2015 Louboutin è stato insignito del titolo di cittadino onorario di Parabiago, comune della città metropolitana di Milano rinomato storicamente per la produzione di calzature, in cui lo stilista ha insediato un suo stabilimento produttivo.
Nel 2021 entra nell'azienda come socio di minoranza con il 24% del capitale (investimento di 541 milioni di euro) il gruppo Exor della famiglia Agnelli-Elkann.

### Estetica e cultura popolare
Louboutin non ha mai avuto come riferimento ed obiettivo l'eleganza, bensì la sensualità velata, l'erotismo e il mondo fetish. Con le sue scarpe vuole vestire i piedi esattamente come se fossero modelle, con scollature, tagli particolari, lacci e forme uniche. Il suo concetto cardine non è mai stato la raffinatezza, anche se poi le Louboutin sono diventate proprio sinonimo di uno stile raffinato e deciso. Il brand è stato scelto non solo da celebrità internazionali, ma anche da donne in carriera per occasioni formali, ad esempio la ex First Lady americana Melania Trump ha spesso indossato calzature del brand francese in occasioni formali, come durante la campagna elettorale e alla cerimonia di insediamento alla Casa Bianca.
Altre note figure femminili ammiratrici del marchio francese sono Carolina di Monaco, Madonna, Catherine Deneuve, Nicole Kidman e Dita von Teese, che per prime hanno sfoggiato delle Louboutins, Jill Abramson, la prima donna alla direzione del New York Times, Christine Lagarde, direttrice operativa del fondo monetario internazionale, la conduttrice televisiva statunitense Oprah Winfrey e la first lady francese Brigitte Macron.
Sulla questione ecologica, Louboutin si è spesso rifiutato di pensare a una produzione in finta pelle, in quanto sostiene che l'industria dell'ecopelle stia creando più danni non rispettando le policy ecologiche e prendendo il posto di alberi e foreste.
Tra i modelli iconici, quello con maggior fama è la Pigalle, che prende il nome dal quartiere a luci rosse parigino, lo stesso in cui sorgono il Moulin Rouge e il museo dell'erotismo, e sembra proprio che lo stilista si sia ispirato alle ballerine dei locali di quella zona.
La cantante Jennifer Lopez ha dedicato un singolo al brand francese, intitolato appunto Louboutins, in cui le scarpe dalla suola rossa vengono innalzate a simbolo del potere femminile e per questo celebrate.